# Деян Иванов (футболист)
 Тази статия е за българския футболист.  За баскетболиста вижте Деян Иванов.  
Деян Иванов е български футболист, защитник, играещ за Локомотив (София).

## Кариера
Той прави дебюта си за Левски срещу Марек (Дупница) по време на сезон 2014/15. Левски печели с 6:0, а той изиграва всичките 90 минути.
През октомври 2015 г. претърпява тежка травма, поради която не играе за година и половина. След операция в Италия подписва нов тригодишен договор с Левски.
През 2017 г. е взет под наем в отбора на Ботев (Враца). В последния си мач за сезона се превръща в герой за Ботев, вкарвайки в 89–та минута гол, който праща отбора отново в Първа лига.